# Соцький (посада)
Соцький (сотський) — історичний ранг посадової особи, що в різні історичні часи мав різні повноваження.

## Історичні види соцьких
- У Київській Русі — старший над сотнею в ополченні, командир сотні. Чин княжої адміністрації, нижчий від тисяцького[1].
- У 17-18 століттях на території України — служителі для доручень, переважно в ратушах.
- У Російській імперії — виборна службова особа від 100 дворів міського посадського населення (в 16—18 століттях), від державних селян (з кінця 18 століття — по 1861 рік) і всіх категорій селянства, що існували після селянської реформи 1861 року. Обирався мешканцями 100 дворів на загальному сході, виконував переважно поліцейські функції нагляду за правопорядком[2]. У 1903 році соцьких замінено вільнонайманими повітовими поліціянтами-стражниками[3][4]. Посада соцького була оспівана у відомій українській жартівливій пісні Полтавський соцький (Коли б я був полтавський соцький).